# 2813 Zappalà
2813 Zappalà este un asteroid din centura principală, descoperit pe 24 noiembrie 1981, de Edward Bowell.